# Flandre Air
Flandre Air was een Franse regionale luchtvaartmaatschappij, gestationeerd op de luchthaven van Lille en in Lesquin vlak bij Rijsel.
De luchtvaartmaatschappij begon als een chartermaatschappij in 1977. In 1985 startte het bedrijf ook lijnvluchten. In oktober 1997 was Flandre Air de eerste Europese luchtvaartmaatschappij die de Embraer 135 in ontvangst nam. Proteus Airlines nam in oktober 1999 Flandre Air over.
Op 30 maart 2001 voegden de maatschappijen Regional Airlines, Flandre Air en Proteus Airlines zich samen tot Régional Compagnie Aérienne Européenne.

## Vloot
De vloot van Flandre Air bestond uit:
- Beech 1900D (7)
- Embraer 120 Brasilia (11)